# Cihujan
Cihujan is een bestuurslaag in het regentschap Lebak van de provincie Banten, Indonesië. Cihujan telt 2793 inwoners (volkstelling 2010).